# Testament de Ba
Le Testament de Ba (tibétain : དབའ་བཞེད, Wylie : dba' bzhed, THL : wa shyé ou tibétain : སྦ་བཞེད, Wylie : sba bzhed, THL : ba shyé, écrit en tibétain classique, à propos de l'établissement du bouddhisme, au Tibet et la fondation du monastère de Samyé, pendant le règne du roi Trisong Detsen (r. 755 – 797/804), réputé avoir été enregistré par  Ba Salnang (tibétain : དབའ་གསལ་སྣང, Wylie : dba' gsal snang, THL : wa salnang ou tibétain : སྦ་གསལ་སྣང, Wylie : sba gsal snang, THL : ba salnang), un membre de la cour du roi. La plus ancienne version connue de ce texte sont deux fragments de manuscrit, datant du IXe siècle au Xe siècle, qui est conservé à la British Library.

## Versions du textes
Le Testament de Ba a été transcrit sous forme manuscrite pendant plusieurs siècles, et il y a donc différentes versions du texte, mais aucune version simple, imprimée canoniquement. Deux principales versions du texte ont été identifiées par des universitaires :
- un manuscrit en 31 folios, découvert à Lhassa en 1997, intitulé Dba' bzhed (avec un préfixe « D » au nom du clan Ba), dont on pense qu'il est une copie révisée d'un manuscrit du XIe siècle, et qui a été publié en facsimilé, avec une traduction en anglais en 2000[2] ;
- trois manuscrits intitulés Sba bzhed (avec un préfixe « S » au nom du clan Ba), dont un date du XIIe siècle, qui a été utilisé comme base de l'édition publiée à Pékin en 1980[1].